# Diocèse de Macerata
Le diocèse de Macerata (en latin : Dioecesis Maceratensis ; en italien : Diocesi di Macerata) est un diocèse de l'Église catholique en Italie, suffragant de l'archidiocèse de Fermo et appartenant à la région ecclésiastique des Marches.
Entre 1986 et 2022 il avait le nom de diocèse de Macerata-Tolentino-Recanati-Cingoli-Treia (en latin : Dioecesis Maceratensis-Tolentina-Recinetensis-Cingulana-Treiensis ; en italien : Diocesi di Macerata-Tolentino-Recanati-Cingoli-Treia). Le 17 décembre 2022, le diocèse change de nom et redevient simplement diocèse de Macerata. Les sièges de Cingoli, Recanati, Tolentino et Treia sont restaurés en tant que sièges titulaires.

## Territoire
Le diocèse est situé dans la province de Macerata dont l'autre fraction est dans les archidiocèses de Fermo et de Camerino-San Severino Marche et le diocèse de Fabriano-Matelica. Son territoire est d'une superficie de 745 km2 divisé en 67 paroisses regroupées en 5 archidiaconés. L'évêché est à Macerata avec la cathédrale Saint Julien qui conserve le corps de saint Vincent-Marie Strambi et garde le souvenir d'un miracle eucharistique. Sur la même place, à gauche de la cathédrale, se trouve le sanctuaire de Notre Dame de la Miséricorde qui a le rang de basilique mineure tout comme la basilique de Saint Nicolas de Tolentino à Tolentino où se vénère les reliques du saint éponyme. Le diocèse possède quatre cocathédrales : Saint Caterve de Tolentino, Saint Flavien à Recanati, l'Assomption à Cingoli et l'Annonciation à Treia.

## Histoire
Le diocèse actuel est né de la fusion de cinq sièges épiscopaux par le décret Instantibus votis de la congrégation pour les évêques du 30 septembre 1986.

### Diocèse de Recanati
L'origine du diocèse de Recanati est discutée. Selon certains auteurs (Cappelletti et Compagnoni), Claude, episcopus provinciae piceni, qui, selon le témoignage de saint Jérôme, figure parmi les signataires du concile de Rimini en 359, devait être évêque de Recina, ancien nom de Recanati avant sa destruction par Alaric au début du Ve siècle. Cependant, il n'y a aucune raison d'affecter Claude à un site spécifique de la région de Piceno. 
Le diocèse de Recanati est érigé le 22 mai 1240 par la bulle Rectae considerationis du pape Grégoire IX, en prenant sur le territoire du diocèse de Numana (it). L'établissement de Recanati est motivé par le fait qu'Osimo soutient l'empereur Frédéric Barberousse, ce qui conduit le pape à priver cette ville de l'honneur épiscopal et à transférer ses privilèges aux fidèles de Recanati.
Cependant, en 1263, Recanati rejoint le parti du roi de Sicile Manfred Ier en lutte contre la papauté. Cela conduit le pape Urbain IV à supprimer le diocèse par la bulle Cives Recanatenses du 27 juillet 1263 annexant son territoire à celui de Numana. L'année suivante, le 13 mars, le même pontife rétablit l'évêché d'Osimo et réitère la suppression du diocèse de Recanati par la bulle Recti statera iudicii. Lorsque les Recanatais reviennent à l'obéissance pontificale, le diocèse leur est rendu par la bulle Apostolicae Sedis du pape Nicolas IV du 1er décembre 1289. L'année suivante, le pontife intervient pour régler certains problèmes frontaliers entre les diocèses de Recanati et de Numana. Selon la tradition, dans la nuit du 9 au 10 décembre 1294, la sainte Maison de Lorette est transportée par des anges à Loreto, qui faisait alors partie du territoire du diocèse de Recanati.
Entre-temps, la ville et ses autorités administratives avaient rejoint le parti des gibelins pour trouver un opposant valable à l'évêque Federico, qui avait pris parti pour les guelfes. Le pape Jean XXII intervient en 1320, excommuniant d'abord les responsables des violences contre l'évêque et soumettant la ville à un interdit le 1er octobre ; puis le 18 novembre, par la bulle  Sicut ex debito supprime de nouveau le diocèse de Recanati et érige à sa place celui de Macerata, dont le premier évêque est Federico lui-même, transféré de Recanati. La victoire du parti guelfe sur le parti gibelin règle les différends et permet d'ériger de nouveau le diocèse de Recanati par une bulle du pape Innocent VI du 8 janvier 1356 ; à cette occasion, cependant, le pontife décide d'unir le siège de Recanati à celui de Macerata.
L'évêque puis cardinal Angelo Cino est responsable de la reconstruction de la cathédrale. En 1507, le pape Jules II soustrait le sanctuaire de Lorette de la juridiction de l'évêque de Recanati et le confie à un gouverneur pontifical. Le 7 janvier 1516, les diocèses de Recanati et de Macerata sont à nouveau divisés, même s'ils sont administrés conjointement pendant une certaine période par le cardinal Giovanni Domenico de Cupis. La division des deux sièges dure jusqu'en 1571, date de la restauration de l'union.
Le 17 mars 1586, le pape Sixte V érige le diocèse de Lorette par la bulle Pro excellenti et supprime le diocèse de Recanati. La même année 1586, les territoires de Castelfidardo et de Montecassiano, appartenant autrefois à Osimo, sont cédés à Recanati. À la demande des habitants de Recanati, le pape Innocent IX décrète la restauration du diocèse de Recanati par une bulle du 19 décembre 1591 mais meurt le 29 décembre sans pouvoir mettre en œuvre sa décision. Ainsi, c'est le pape Clément VIII avec une nouvelle bulle du 9 février 1592 qui confirme l'érection du diocèse et l'unit aeque principaliter avec Lorette.
L'union dure jusqu'au 15 septembre 1934, date à laquelle, par la bulle Lauretanae Basilicae du pape Pie XI, le diocèse de Lorette est supprimé et son territoire intégré à celui de Recanati, à l'exception de la basilique laurétane qui, par les accords du Latran conclus avec le gouvernement italien en 1929, est administrée directement par le Saint-Siège. En souvenir de  l'ancien diocèse, le titre de Recanati-Lorette est accordé aux évêques de Recanati. En outre, la bulle donne à Aluigi Cossio l’utilisation du pallium, utilisé auparavant par les évêques de Lorette, sur le territoire de leur propre diocèse.
Le 11 octobre 1935, le territoire de l'ensemble de la municipalité civile de Lorette est soumis à l'autorité religieuse de l'administrateur pontifical et la juridiction de l'évêque de Recanati-Lorette est par conséquent suspendue sur le même territoire. Le 24 juin 1965, Recanati cède officiellement les paroisses de la ville de Loreto à la prélature territoriale nouvellement érigée de Lorette et prend le nom de diocèse de Recanati. En 1984, Castelfidardo est cédé au diocèse d’Osimo incorporant la municipalité de Montefano en échange.

### Diocèse de Macerata
Le diocèse de Macerata est érigé le 18 novembre 1320 en prenant une partie des territoires des diocèses de Fermo et de Camerino par la bulle du pape Jean XXII aux dépens de Recanati lié aux gibelins, dont il incorpore le territoire. Lorsque Recanati retrouve son siège épiscopal en 1356, les deux diocèses sont unis aeque principaliter. À l'exception de la période 1516-1571, l'union dure jusqu'en mars 1586. Le diocèse est à l'origine immédiatement soumis au Saint-Siège et s'étend jusqu'à la mer et comprend Recanati ainsi que le territoire de Lorette.
Le 17 mars 1586, il cède une grande partie de son territoire pour l'érection de la prélature de Lorette, y compris la région de Recanati. Cela réduit considérablement le territoire de Macerata, qui est agrandi par le pape Sixte V en 1588 avec les municipalités de Pollenza et Urbisaglia soustrait à la juridiction de l'évêque de Camerino. Le 10 décembre 1586, le diocèse de Tolentino est érigé et uni aeque principaliter au siège de Macerata. Le 24 mai 1589, les deux diocèses deviennent suffragants de l'archidiocèse de Fermo, élevé contextuellement au rang de siège métropolitain. Afin de dédommager Macerata de la perte de son exemption, Sixte V établit la même année dans la ville le tribunal de la rote romaine, à laquelle il soumet le même archevêque de Fermo.
Parmi les évêques qui mettent en œuvre les réformes décidées par le concile de Trente dans le diocèse, il convient de mentionner en particulier Galeazzo Moroni, qui, au cours de son long épiscopat (1573-1613) effectue une visite pastorale attentive, célèbre cinq synodes diocésains, tente de fonder un séminaire et favorise l'arrivée des dominicains et des somasques. Les frères mineurs capucins et les jésuites fondent leurs résidences à Macerata en 1544 et en 1561. Le séminaire est créé par son successeur, Felice Centini en 1615, qui favorise l’arrivée dans le diocèse des barnabites et des oratoriens.
Au début du XIXe siècle, les deux sièges de Macerata et de Tolentino sont gouvernés par le passioniste Vincent-Marie Strambi, élevé aux honneurs des autels en 1950 par le pape Pie XII, qui le proclame patron des diocèses le 7 septembre 1957, par la lettre apostolique Plurimi floruerunt. 
Après le concile Vatican II, les diocèses de Cingoli (1964), Treia (1966) et Recanati (1968) sont donnés aux évêques de Macerata et de Tolentino en administration apostolique, jetant ainsi les bases de l'union des cinq sièges des Marches. En 1984, le diocèse de Macerata acquiert le territoire de la municipalité d'Appignano du diocèse d'Osimo.

### Diocèse de Tolentino
Tolentino est un ancien siège épiscopal lié à la mémoire de saint Caterve (it), saint patron de la ville et du diocèse. Selon une ancienne inscription, Flavius Iulius Catervius est baptisé par Probiano, évêque de Tolentino, qui aurait vécu vers la seconde moitié du IVe siècle. Un autre évêque connu de Tolentino est Basilio, qui participe aux conciles de 487, 499 et 502. Après l'invasion des Lombards, le diocèse disparaît et son territoire est absorbé par celui de Camerino.
Le diocèse est rétabli par le pape Sixte V le 10 décembre 1586 avec la bulle Super universas en prenant sur le territoire du diocèse de Camerino et unit aeque principaliter au diocèse de Macerata. Le diocèse est très petit et ne comprend que 5 paroisses, dont 2 dans la ville de Tolentino ; la cathédrale primitive est l'église de Sainte Marie, mais en 1653, elle est transférée à l'église de Saint François jusqu'à son transfert définitif en 1817. Le premier évêque des diocèses unis de Macerata et de Tolentino est Galeazzo Moroni, ancien évêque de Macerata. Le séminaire est créé par Papirio Silvestri en 1653 et reste ouvert jusqu'en 1975.

### Diocèse de Cingoli
Cingoli est un ancien siège épiscopal liée à la mémoire de l’évêque saint Exupérance (it), patron de la ville ; de ce diocèse, la tradition donne le nom de certains évêques jusqu'à la seconde moitié du VIe siècle, époque à laquelle, à la suite de l'invasion des Lombards, le diocèse disparaît et son territoire est absorbé par celui d'Osimo. Le seul évêque historiquement documenté de cette période est Giuliano, qui accompagne le pape Vigile à Constantinople entre 548 et 553 et qui est le destinataire de deux lettres du pape Pélage Ier en 560.
Le 19 août 1725, par la bulle Romana Ecclesia du pape Benoît XIII, le diocèse est rétabli et uni aeque principaliter au diocèse d'Osimo, duquel il était séparé. L'évêque Giacomo Lanfredini célèbre trois synodes diocésains à Cingoli en 1736, 1737 et 1738. Guido Calcagnini procède en 1777 à la recognition des reliques de saint Exupérance et érige le séminaire. Cependant, aux  XVIIIe  et  XIXe siècle, aucun des évêques ne résident de façon permanente ou prolongée à Cingoli, en raison de la pauvreté de la mense épiscopale.
À la mort de Domenico Brizi en 1964, les deux diocèses restent vacants et sont de fait séparés. En 1972, alors que le siège d’Osimo est uni in persona episcopi avec l’archidiocèse d’Ancône et Numana, le siège de Cingoli est donné en administration apostolique aux évêques d’autres diocèses des Marches (Cassullo 1964-1968, Sabattani 1968-1969, Tonini 1969-1975, Cecchi 1975-1976) jusqu'en 1976. En 1984, le diocèse acquiert cinq paroisses qui appartenaient à l'archidiocèse de Camerino.

### Diocèse de Treia
Treia est une ville antique et probablement un antique siège épiscopal bien qu'aucun nom d'évêque ne soit connu. Avec les invasions des Lombards, la région est dévastée et le territoire de Treia tombe sous la juridiction ecclésiastique du diocèse de Camerino.
Le diocèse de Treia est érigé le 8 février 1817 par la bulle le Pervetustam locorum du pape Pie VII en prenant sur le territoire de l'archidiocèse de Camerino, et donné en administration perpétuelle aux archevêques de Camerino. Le premier administrateur est l'archevêque Nicola Mattei Baldini qui construit le séminaire en 1837.
En raison de l'éloignement avec Camerino, le diocèse est confié aux évêques de San Severino Marche ad nutum Sanctae Sedis jusqu'à ce que l'union soit définitive le 20 février 1920 par la bulle Boni Pastoris du pape Benoît XV. Les évêques de San Severino maintiennent l'administration perpétuelle de Treia jusqu'en 1966, année même où le siège de San Severino reste vacant puis le diocèse de Treia est confié pendant dix ans aux évêques des diocèses voisins.

### Diocèse de Macerata-Tolentino-Recanati-Cingoli-Treia
Le 11 février 1976, Francesco Tarcisio Carboni est nommé évêque des cinq sièges les unissant in persona episcopi ; avec cette nomination, les unions de Treia avec San Severino Marche et Cingoli avec Osimo sont officiellement terminées.
Le 25 janvier 1985, par le décret Quo aptius de la congrégation pour les évêques, Macerata, Tolentino, Recanati, Cingoli et Treia sont unis aeque principaliter. Le 30 septembre 1986, avec le décret Instantibus votis de la même congrégation pour les évêques, l'union plénière des cinq diocèses est établie et le nouveau district ecclésiastique prend son nom actuel. Dans le même temps, le diocèse devient suffragant de l'archidiocèse de Fermo.
Le 19 juin 1993, le diocèse reçoit la visite pastorale du pape Jean-Paul II qui, à cette occasion, bénit la première pierre du séminaire missionnaire diocésain Redemptoris Mater.
Le 17 décembre 2022, le diocèse change de nom et redevient simplement diocèse de Macerata. Les sièges de Cingoli, Recanati, Tolentino et Treia sont restaurés en tant que sièges titulaires.

## Liste des évêques

### Évêques de Tolentino
- Probien (seconde moitié du IVe siècle)
- Basile (vers 487-502)
  - Siège supprimé (VIe siècle- 1586)
  - Siège uni à Macerata (1586-1985)

### Évêques de Cingoli
- Teodosio
- Saint Exupérance
- Saint Formaire
- Julien (vers 548-560)
  - Siège supprimé (VIe siècle-1725)
  - Siège uni au diocèse d'Osimo (1725-1964)
  - Siège vacant (1964-1976)

### Évêques de Treia
- Administration perpetuelle par les archevêques de Camerino (1817-1920)
- Administration perpetuelle par les évêques de San Severino Marche (1920-1966)
- Siège vacant (1966-1976)